# Rím
A rím az irodalomban egy stilisztikai eszköz, alapja a különböző ritmikai szakaszok vagy sorok végének (vagy akár a sorok közbeni szavak) hangjainak egyezése, „összecsengése”. A rím figyelemfelkeltő erejével segít az adott mű mondandójának hangsúlyozásában, s az emberi fül számára kellemes hatást kelt. A rím – ha fajtáját nem határozzuk meg eltérően – a sorvégi hangok egyezését jelenti.

## A szó eredete
A magyar „rím” szó valószínűleg az ó-francia rime kifejezésből származik, mely a görög ρυθμος-ból, a „ritmus” szavunk eredetéül is szolgáló kifejezésből ered.

## Szerkezete
A rímelés ritmusát az határozza meg, hogy a hívórím (a rím első fele) a rímvárás feszültségét kelti az olvasóban, melyet a hívórímre felelő a válaszrím old fel. A hívórímnek és a válaszrímnek megfelelően közel kell lennie egymáshoz, hogy a rím érvényesülhessen. Sorvégek összecsengése esetén a rímben részt nem vevő sorokat vaksoroknak nevezzük.

## Rímfajták
A rím fajtája is a verselemzés fontos mozzanata lehet, mivel a rímes és rímtelen sorok aránya, a rímek elhelyezkedése, jellege a kifejezést nagyban szolgáló, fontos költői eszköz. (A rímtelen vers feszes, rapszodikus hangulatú, míg a páros rímek kiegyensúlyozott folyása harmóniát, nyugalmat tükrözhet.)
Példáinkban az egymásra rímelő szópárokat vastagon szedve emeltük ki.

### Elhelyezkedés szerint

#### Végrím
A sorvégek csengenek össze. A leggyakoribb rímfajta, ha rímről beszélünk, legtöbbször végrímet értünk alatta.

#### Kezdőrím (élrím)
A sorkezdetek összecsengésén alapul. A magyar verselésben ismeretlen.

#### Belső rím
Egy verssoron belül két szó rímel egymással, legtöbbször a sor közepe és vége.
| Kékek az alkonyi dombok, elülnek a szürke galambok, |
| hallgat az esteli táj, ballag a kései nyáj.         |
(Babits Mihály: Új leoninusok)

#### Betűrím (alliteráció)
Több, egymást követő szó kezdőbetűje azonos.
| S nyögte Mátyás bús hadát Bécsnek büszke vára. |
(Kölcsey Ferenc: Himnusz)
Az alliteráció tágabb értelemben szókezdő hangok, szűkebb értelemben a szókezdő mássalhangzók feltűnő gyakoriságú ismétlődése. Például:
"Keservesen kínzatol
Vas szegekkel veretel"
(Ómagyar Mária-siralom)
Költői szövegekben a hangfestés stíluseszköze: például az esti hangulatot érzékelteti:
"A vadak, farkasok űlnek szenderedve,
Barlangjában belől bömböl a mord medve."
(Csokonai Vitéz Mihály: Az estve)
A versritmus elemévé vált a Kalevalában, a klasszikus tamil, ó- és középír, a török és az ógermán versekben. Például:
"Magányát mégis megúnta, szűzességét nem szenvedte:
mind magában maradnia, szűzleányként száradnia
fenn a fehér felhők felett, magányos magos mennyekben."
(Kalevala)
Az alliteráció túlzott, öncélú alkalmazása keresetté, modorossá teheti a verset:
"…magányosság vitéze,
magam ellen vitéz
barangoló borongó
ki bamba bún borong,
borzongó bús borongó
baráttalan bolond"
(Babits Mihály: Egy szomorú vers)
A memorizálást segítő szerepe miatt a népköltészetben, szállóigékben, mágikus szövegekben is gyakori. Például:
"Búzavirág-szödni, koszorúba kötni,
Koszorúba kötni, magamot mulatni"
(Júlia szép leány)
"…Mert a halottnak is hármat harangoznak…"
(Kőmíves Kelemenné)
Fogalma: Szavak kezdő mássalhangzóinak összecsengése a versben.

### Rímképlet szerint
A versek szabályos rímszerkezetének jelölésére a rímképletet használjuk, ami az ábécé kisbetűiből áll.
A rímképletben az adott mű elemzett részének összecsengő ritmikai szakaszait azonos betűkkel jelöljük, így kirajzolódik a versvégek összecsengéseinek kapcsolata.

#### Keresztrím
| Ki szívben jó, ki lélekben nemes volt, | a |
| Ki életszomját el nem égeté,           | b |
| Kit gőg, mohó vágy el nem varázsolt,   | a |
| Földön honát csak olyan lelheté.       | b |
(Vörösmarty Mihály: A merengőhöz)

#### Páros rím
| Én még őszinte ember voltam, | a |
| ordítottam, toporzékoltam:   | a |
| Hagyja a dagadt ruhát másra! | b |
| Engem vigyen föl a padlásra! | b |
(József Attila: Mama)

#### Félrím
| Bírom végre Juliskámat,    | x |
| Mindörökre bírom őt,       | a |
| az enyémnek vallhatom már, | x |
| Isten és világ előtt.      | a |
(Petőfi Sándor: Bírom végre Juliskámat)

#### Bokorrím
| Mint aki a sinek közé esett…,       | a |
| a végtelent, a távoli életet,       | a |
| búcsúztatom, mert messze mese lett, | a |
| mint aki a sinek közé esett:        | a |
(Kosztolányi Dezső: Mint aki a sinek közé esett)
Bokorrímről (vagy halmazrímről) akkor beszélünk, ha kettőnél több (mondjuk n) sor azonos módon rímel, a következő n sor ettől eltérően, de szintén egymással azonos módon, és így tovább. Más meghatározások szerint, versszakokra osztott versekben fordul elő, ha egy versszakon belül minden sor vége összecseng. 
A középkorban gyakrabban alkalmazták, mint manapság, elterjedtnek számított a ma talán gyakoribb páros rímmel, illetve különféle más rímképletekkel szemben. Tommaso da Celano (1190 k.-1255) ferences barát apokaliptikus himnuszában:
| A latin eredeti            | Babits Mihály fordítása    |
| Dies irae, dies illa       | Ama nap, a harag napja,    |
| solvet saeclum in favilla, | e világot lángba dobja:    |
| teste David cum Sibylla.   | Dávid és Szibilla mondja.  |
|                            |                            |
| Quantus tremor est futurus | Mily írtózat fog az lenni, |
| quando judex est venturus, | ha a Bíró el fog jönni     |
| cunta stricte discussurus! | mindent híven számbavenni. |

 (1-2. vsz.)
Előfordul Balassinál, Zrínyinél, Kosztolányinál:
| Költő,                     |
| minden hatalmat egybeöltő, |
| kit bámul reszkető, üvöltő |
| fönségébe sok emberöltő: - |
| a végtelenbe tündökölt ő.  |

 (Kosztolányi Dezső: Csacsi rímek)
Igen tiszta formában található Vajda János: Nádas tavon c. versében:
| Fönn az égen ragyogó nap;      |
| Csillanó tükrén a tónak,       |
| Mint az árnyék, leng a csónak. |
|                                |
| Mint az árnyék, olyan halkan,  |
| Észrevétlen, mozdulatlan,      |
| Andalító hangulatban.          |

 (részlet)

#### Ölelkező rím
| Hajdanában, amikor még,          | a |
| Igy beszélt a magyar ember:      | b |
| Ha per, úgymond hadd legyen per, | b |
| (Ami nem volt éppen oly rég).    | a |
(Arany János: A fülemüle)

#### Ráütő rím
| Hunyad alatt, egy kis házban,   | a |
| Élt az özvegy, talpig gyászban; | a |
| Mint gyümölcs a fát, lehajtja   | b |
| Nehéz gondja, gondolatja:       | b |
| Neveletlen négy magzatja.       | b |
(Arany János: Both bajnok özvegye)

#### Visszatérő rím
| "Királyasszony, néném,     | a |
| Az egekre kérném:          | a |
| Azt a rózsát, piros rózsát | x |
| Haj, beh szeretném én!"    | a |
(Arany János: Zách Klára)

### A hangzók egyezése szerint

#### Tiszta rím
A tiszta rím hívó- és válaszrímének minden hangzója teljesen azonos. A Vörösmarty előtti költészetre jellemző. Egyik fajtája az önrím, melyben egész szavak azonosságáról van szó:
| Nagy szép dárda Szondinak kezébe vala, |
| Sebösölve térdön állván ő vív vala,    |
| Romlott toron alatt általlőtték vala,  |
| Az fejét az hegyről alávetötték vala.  |
(Tinódi Lantos Sebestyén: Budai Ali basa históriája)
Másik, gyakrabban előforduló válfaja a rag-, ill. képzőrím, ahol a toldalékok egyeznek meg:
| Summáját írom Egör várának,        |
| Megszállásának, viadaljának,       |
| Szégyönvallását császár hadának,   |
| Nagy vigaságát Ferdinánd királnak. |
(Tinódi Lantos Sebestyén: Egri históriának summája)

#### Asszonánc
A tiszta rímmel ellentétben az asszonánc jellemzője, hogy a rímelő szótagok magánhangzóinak egyezése mellett mássalhangzóik kisebb-nagyobb mértékben eltérnek egymástól. (Nagyon ritkán előfordul, hogy a magánhangzók sem teljesen azonosak, de közeli rokonságban kell, hogy álljanak egymással.) A mássalhangzók különbözőségének mértéke nagyon széles skálán változhat. Ennek illusztrálására két szélsőséges példa:
| Holmi rossz rímnél becsesb zománc |
| A versen a szép csengő asszonánc. |
(Arany János: Vojtina levelei öccséhez)
Arany szellemes önhivatkozó versében a z és sz, ill. m és n hangzók közeli rokonsága miatt a két rímelő szótag szinte tiszta rímet alkot.
| Hogyha néha lepotyogok, |
| A lábamat meghorzsolom. |
(Dolák-Saly Róbert: Volt-nincs róka)
Dolák-Saly Igazságos Izom Tiborról szóló sorozatában alkalmazott rímekben a mássalhangzók ilyen nagy mértékű eltérése groteszk hatást kelt.
Az asszonánc elnevezés a latin assonare = összehangzani szóból ered. A magyar asszonánc leggyakrabban két szótagra terjed ki. Irodalmunkban Vörösmarty alkalmazza először, Petőfi megújítja, Arany János elméletének megalapozója.
- A tiszta asszonáncban a magánhangzók csengenek egybe, s a mássalhangzók merőben eltérőek, például:

"Nem is, nem is azt a forgószelet nézi,
Mely a hamvas utat véges-végig méri"
(Arany János: Toldi)
- A mássalhangzós asszonáncban (pararím) fordítva, például:

"Az erdő hallgatag
nyugosznak a vadak
lankadt állal hevernek
ágyán a hűs avarnak,
mit a szelek levernek
majd újra felkavarnak."
(Babits Mihály: Paysages intimes, 3. Alkony)
- Groteszk asszonánc az ún. kancsal rím, melyben a mássalhangzók azonosak, de a magánhangzók eltérőek, például fél hat – félhet.

"…méztől dagadva megreped a szőlő
s a boldogságtól elnémul a szóló."
(Kosztolányi Dezső: Szeptemberi áhítat)

### Ritmika szerint

#### Hímrím
Más néven: éles rím. A rímelő szavak lejtése jambikus:
```
virág – világ
 U –     U -
```

#### Nőrím
A nőrím vagy tompa rím a hímrím ellentéte: a rímpár ritmusa trocheus.
```
 élet – éget
 – U    – U
```

### Különleges rímfajták

#### Kancsal rím
A mássalhangzók csengenek össze, és a magánhangzók térnek el egymástól.
| Egy hívő s egy eretnek |
| Feles földön aratnak.  |
(Weöres Sándor: Kancsal rím)

#### Kecskerím
A hívó- és válaszrím azonos hangzású, attól eltekintve, hogy bizonyos mássalhangzóik (legtöbbször két szó kezdőbetűje) fel vannak cserélve. (Ritkábban a magánhangzók cseréjére kerül sor.)
| Engem kétszer csapott kupán,  |
| S ő egy pofont kapott csupán. |
(Karinthy Frigyes)
Több mássalhangzó sorrendje is felcserélhető:
| Nem gól ez, csak kapufa, |
| Nem jár érte fakupa.     |
(Fehér Klára)

További példák:
Megkérdé a kaján halász:
„Miért van az ön haján kalász?”
Ne ülj le a kőre, Pandúr,
Megkarmol egy pőre kandúr!
Futtában vert port a tapír,
fején volt egy tortapapír.
Késő őszi, sanda reggel
láttam egy nőt randa sállal…
(Timár György) – Megjegyzés: A kecskerímhez az utolsó szót alkalmas módon cserélni kell. ;-)
Két flekk szólt a Porsche show-ról
Viszont nincs egy sor se Poe-ról.
A padláson egy pipás császkál,
nyilván ez a csipás Pascal!

#### Kínrím (mozaikrím)
A tiszta rím egy speciális fajtája: a rímelő szótagok azonos hangzásúak, de a szóhatárok különböznek:
| Hegyezem a fülem, ül-e |
| a lomb alatt fülemüle? |
(Kosztolányi Dezső)
| Jött egy vendég, értesültem |
| Most már tudom: érte sültem |
(Zelk Zoltán: A sült csirke dala a tálon)
NB. Nem kecskerímet, hanem kínrímet figyelhetünk meg a következő jól ismert idézetben:
| Olyanok a kecskerímek,       |
| mint mikor a kecske rí: mek. |
(Kosztolányi Dezső)
További példák:
Szól a bátyám tekintéllyel,
„Mit keressz ám te kint éjjel?”
Ott szemben a teátrummal
Megittam egy teát rummal.
De mire a tea kész lett,
Eltörött a teakészlet.
Amott jön a fiákeres,
kit éppen a fia keres.
Amíg én ezt komponáltam,
a Tiszán egy kompon álltam.
Kicsiny bajszát leperzselé
a felforralt eperzselé.
Az lenne az igazi export,
dollárért adni a kekszport!
Nékem olyan ÁFÉSZ kell,
amelyre a fecskemadár ráfészkel.
Eresz alatt ácsorgott,
S valami ragacsos rácsorgott.
Az ősz inte,
Hogy ő szinte
Őszinte.

#### Sorrím
Ha a kínrím egy-egy egész verssoron át tart, sorrímnek (másképp csacsipacsinak) nevezzük. Weöres Sándort idézzük; verse a magyar nyelv lehetőségeinek határait feszegeti:
| Aj, e nő-kebelű Lidi óta |
| A Jenőke belül idióta.   |
(Weöres Sándor: Végrím)
Egy kis pesti vendéglőbe
Egy kispesti vendég lő be.
Ha tágul a Kata latticel-lába
Hatágú lakat alatti cellába’.
Megjegyzés: A „laticel” szót a ma érvényes helyesírás szerint egy t-vel írják.
Forrás: Kalmár László matematikus. Jelentése: egy fegyházigazgató parancsa a Kata nevű fegyenc őrizetének megszigorítására, arra az esetre, ha nevezettnek üreges gumiból készült művégtagja duzzadni kezd. ()

#### Visszhangrím
Az ekhós rímben a visszhang a versszakok utolsó néhány szótagját megismételve teszi nyilvánvalóvá a kérdésben benne rejlő választ:
| Szép Julia-Annám leszen-é jó hozzám, s megkegyelmez-é nekem?      |
| Hogy régen szolgálom, leszen-é jutalmom, s kell-e jót reménlenem? |
| ECHO: Nem.                                                        |
(Balassi Bálint)
Egy kos szerette, ha szembe magasztalják,
ezért a visszhanggal nyalatta a talpát.
– Ki az, aki mindig okos?
– Kos!
– De sohasem tudálékos?
– Kos…
– Öltözéke választékos?
– Kos…
– A gyapja százszázalékos?
– Kos…
– Kurtán felelsz. Ez szándékos?
– Kuss!
(Romhányi József: Egy kos párbeszéde a visszhanggal)
- Melyik az a zöldséges, amelyik minden vacakot a zacskóba belemér?
- Bab Elemér.
(Ismeretlen szerző)

#### Csonka rím
A rím érdekében vagy a hívó- vagy a válaszrím utolsó (néhány) szótagja hiányzik.
| És hazamentem és nem volt vacsor      |
| S szóltam a szívemnek: Te beteg fasor |
| Min régi, mázas emlékek csorognak,    |
| Emlékei kihamvadt vacsoroknak.        |
(Karinthy Frigyes: Szilveszter estén a kávéházban)
Egy varjú nótát írt a dalosversenyre.
Rezgett faháncs-bogáncs, amikor elzengte:
– Elszáll a nyár, kár!
Lucskos ősz vár már.
Ha túl nagy a sár,
felszállok a fár.
Nem okozott bajt a sor végén az űr,
ezt a dalt hozta ki győztesnek a zsűr.
(Romhányi József: Varjúnóta)